# Europa7 HD
Europa7 HD è stata una piattaforma televisiva italiana, la prima a trasmettere mediante lo standard DVB-T2.
Nata nell'ottobre 2010, non ha tuttavia mai raggiunto molta popolarità, trasmettendo solo pochi contenuti per lo più poco recenti su canali non dotati di un vero palinsesto, accesi e spenti a più riprese, con l'eccezione della trasmissione del campionato di serie B durante la stagione calcistica 2012-2013. La pay TV non è più disponibile in quasi tutta Italia dal 2014 ed alcuni canali hanno continuato a trasmettere solo a Roma fino al 2019.
Nel 2019 è stata annunciata la sostituzione della piattaforma con la nuova offerta Fly HD, che tuttavia non ha mai iniziato trasmissioni regolari.

## Storia
Il multiplex Europa7 HD è stato attivato sul canale VHF 8 della televisione digitale terrestre italiana il 28 luglio 2010 in fase sperimentale, con un lancio ufficiale l'11 ottobre 2010; la copertura iniziale, seppur non capillare, comprendeva l'intero territorio italiano anche grazie ad alcune "frequenze cerotto" locali in UHF. I canali offerti erano ricevibili a pagamento esclusivamente con un apposito decoder, chiamato 7-Box HD, che utilizzava il sistema di codifica Conax. I contenuti, pochi, senza riempire un vero palinsesto, comprendevano cartoni animati, programmi d'informazione e film, per lo più datati. Le prime notizie diffuse sostenevano che tutti i canali (esclusi quelli per adulti) sarebbero rimasti liberamente visibili sino al 28 febbraio 2011, per poi venire codificati. In realtà ciò di fatto non è avvenuto, e quasi sempre le offerte sono state trasmesse in chiaro in DVB-T2 con codifica H.264.
Il decoder 7-Box per anni è rimasto uno dei pochissimi dispositivi in commercio abilitati a ricevere tale standard, visto anche il mancato interesse dei concorrenti.
Europa7 HD ha sin da subito avuto grandi difficoltà nell'emergere nel panorama televisivo italiano: l'ultimo bilancio disponibile, del 2011, annota 4,4 milioni di euro di perdite e 34,2 milioni di debiti, contro un fatturato di soli 300.000 euro.
Grazie a un accordo con la Lega Serie B il 13 ottobre 2012 è nata all'interno di Europa7 HD la piattaforma Serie B TV, il quale ha trasmesso in diretta e a pagamento le partite del campionato 2012-2013, esclusi anticipi e posticipi, compresi playoff e playout. In quel periodo tutti gli altri canali di Europa 7, a parte due canali test, vengono rimossi per ragioni di spazio nel mux. A causa di uno scarso riscontro però il pacchetto di canali viene spento al termine del campionato stesso e torna l'offerta di Europa 7.
Ai primi di novembre del 2013 il Tribunale di Roma accoglie la richiesta di concordato preventivo per Europa 7 ed il 10 aprile 2014 viene ufficialmente dichiarato fallito l'editore Centro Europa 7 S.r.l. Perciò a partire dall'agosto 2014, vengono spenti quasi tutti i ripetitori d'Italia che trasmettono il mux: l'unico a rimanere attivo è quello di Monte Compatri, che copre l'area metropolitana di Roma. Gran parte dei canali è a schermo nero e si sintonizza come canale dati.
A gennaio 2015 la Corte d'Appello di Roma revoca il fallimento di Centro Europa 7 s.r.l. e da settembre 2015 cominciano a essere inseriti nel mux di Europa7 HD alcuni canali musicali (Radio 105 TV e Radio Montecarlo TV, presenti dal 21 settembre 2015) ed altri in lingua cinese (Dragon TV dal 31 ottobre 2015, HKS Europe e TGC TV dal 25 gennaio 2016). Questi sostituiscono diversi canali dati del fallito progetto di Europa 7.
Dal 1º maggio 2016 la frequenza VHF 08 di Europa7 HD comincia a essere riaccesa su diversi ripetitori sparsi per l'Italia, tuttavia viene attivata solo la frequenza nazionale in VHF (lasciando scoperte le "frequenze cerotto" in UHF) e soprattutto i ripetitori di nuova accensione risultano trasmettere solo il segnale di portante del mux senza alcun canale televisivo. Questo avviene perché l'editore non dispone più di ponti satellitari per trasmettere i segnali ai ripetitori terrestri. L'unico concreto ampliamento di copertura avviene il 3 maggio 2016 con l'accensione dei canali del mux Europa7 HD, nella stessa composizione già presente a Roma, sul ripetitore abruzzese di Monte Cimarani, grazie ad un collegamento via ponte radio con gli studi centrali dell'editore in via Tiburtina a Roma. I vari ripetitori che trasmettono la portante vuota vengono spenti dopo qualche tempo, così come il ripetitore funzionante di Avezzano.
A fine novembre 2016 sul mux di Europa7 HD vengono rimossi i canali cinesi e il canale ospitato Dorcel Sex HD/3D (che aveva trasmesso solo raramente di notte, restando per il resto del tempo a schermo nero): il 1º giugno 2017 lascia anche il canale radiofonico Radio 105 TV. I tre canali cinesi vengono curiosamente reinseriti l'8 settembre 2017 per poi sparire nuovamente dodici giorni dopo.

### Fly HD
Dopo anni di immobilismo, ad inizio novembre 2018 viene annunciato che Europa 7 ha in piano un nuovo progetto, denominato Fly HD: un'offerta pay-per-view a basso prezzo di film ed eventi, che sfrutti sia la banda larga sia il segnale via etere, il quale sarebbe ricevibile anche sui dispositivi mobili attraverso speciali apparecchi. A questo fine, ed in adempienza alle sentenze europee su Europa 7, viene chiesto il mantenimento delle frequenze VHF e UHF ora possedute. Fra il 20 ed il 21 dicembre 2018 viene eseguito un test sul mux Europa7 HD: tutti i canali presenti, attivi o a schermo nero, sono eliminati e sostituiti da tre canali sperimentali in alta definizione, Voxson HD (LCN 418) che trasmette alcuni video musicali a ripetizione, Sala1 (LCN 425) e Multisala HD (LCN 426) che trasmettono trailer cinematografici. Già il giorno successivo ritorna quasi del tutto la precedente configurazione, però senza più Radio Montecarlo TV.
Dal 28 gennaio 2019 viene reintrodotta l'offerta sperimentale, che ora è configurata diversamente: i canali attivi sono ora Multisala HD (LCN 417), che a dispetto del nome trasmette a definizione standard e mantiene la programmazione di Fly, e Voxson HD (LCN 436) che trasmette video musicali in alta definizione. A questi si aggiungono sette canali dati a schermo nero, identificati da Sala1 a Sala7 (LCN da 418 a 424). Questo movimento segna la chiusura definitiva del progetto di Europa7 HD. Un comunicato stampa del 23 maggio 2019 conferma e specifica i dettagli già noti della nuova offerta dell'editore, che si chiamerà "Fly HD" e dovrebbe partire entro inizio settembre: prevederà otto canali di cinema (Multisala e Sala1-7) e uno di musica ed eventi (Voxson HD). Inoltre, secondo Il Sole 24 Ore, alla nuova pay-per-view collaborerà anche la società R2 S.r.l., controllata dal gruppo Mediaset, per quanto riguarda la gestione tecnologica della rete e la fornitura del sistema di codifica Nagravision.
Da maggio 2019 in poi vengono eseguiti alcuni sporadici test di attivazione dell'intera offerta (in cui i canali da Sala1 a Sala7 trasmettono in HD fotogrammi fissi o brevi trailer di film), ma per il resto la situazione rimane invariata. Il lancio di FlyHD, inizialmente previsto per il 1º settembre, viene rimandato prima all'autunno e poi a tempo indefinito.
In un nuovo test di trasmissione a partire dal 3 marzo 2020, Voxson HD viene sostituito da Sala8, altro canale di trailer cinematografici. Dall'estate 2020 i canali di Fly HD risultano irricevibili, dato che il ripetitore di Monte Compatri a Roma risulta trasmettere soltanto il segnale di portante del mux. La situazione è rimasta invariata fino al refarming delle frequenze terrestri, avvenuto nel Lazio a giugno 2022, quando il ripetitore è stato definitivamente spento.

## Servizi televisivi
Tra i canali che configuravano l'offerta iniziale ad ottobre 2010 figuravano:
- Fly, trasmesso anche in chiaro, ideato come semi-generalista, offrendo contenuti d'informazione, programmi comici, cartoni animati e serie TV;
- Sentimental HD, con un target femminile, ha trasmesso titoli come Scherzi del cuore, Forever, Lulu e Suburban Girl;
- Action HD, dedicato a film d'azione e thriller, tra cui Hard Night, Igniton, Cutaway, Ticker - Esplosione finale e Abuso di potere;
- Horror HD, dedicato ai film horror, tra cui figuravano La notte dei morti viventi, Boot Camp e Snakes on a Train;
- Classic HD, con contenuti vari, compresi di cinema italiano, documentari e musicali;
- Family HD, dedicato a contenuti "per tutta la famiglia", compresi film come Ti presento Bill e Sleepwalking;
- Red Zone (poi Adult) 1-3, tre canali dedicati al cinema porno. Trasmettevano solo di notte dalle 23:30 alle 7:00, mentre di giorno erano spenti o eliminati.

A questi si aggiungevano cinque canali di test e PPV Movie 1-3 e PPV Adult 1-2, canali previsti per i film in pay-per-view, ma frequentemente inattivi. Tutta l'offerta si collocava nella lista canali DVB-T sulle LCN da 417 a 435, oppure ai numeri da 1 a 19 sulla lista canali DVB-T2 generata dal decoder 7-Box (visto che nessun'altra emittente trasmetteva in questo sistema). Molti canali restavano però spenti, o erano tolti o reinseriti senza preavviso. Nel 2012 è stato veicolato per un periodo il canale ILIKE.TV.
Nella stagione calcistica 2012-2013 Europa 7 HD ha ospitato i nove canali Serie B TV, che hanno sostituito per quel periodo quasi tutto il resto della sua offerta; dopo lo spegnimento del pacchetto, sono ritornati disponibili 14 dei canali iniziali (ancora spesso spenti) alle LCN da 417 a 430, mentre è stata abolita l'offerta di Adult e PPV Adult.
Dopo la dichiarazione di fallimento nel 2014, Europa 7HD ha chiuso gran parte delle proprie emittenti (eliminandole del tutto o lasciandole a schermo nero) ed iniziato ad ospitare per qualche tempo alcuni canali non appartenenti alla piattaforma, cioè Easy Baby, AB Channel, Dorcel Sex HD/3D, Radio 105 TV e Radio Montecarlo TV ed i cinesi Dragon TV, HKS Europe e TGC TV: quasi tutti questi accordi hanno avuto breve durata. L'ultima composizione dell'offerta di Europa7 HD, attiva fino al 28 gennaio 2019, comprendeva i canali attivi Fly (LCN 417, in SD) e Sentimental (LCN 418, in HD) ed i canali dati a schermo nero PPV Movie 1 e 2 (LCN 423 e 424) e TEST da 1 a 4 (LCN da 426 a 429).
Dal 28 gennaio 2019 all'estate 2020 il mux Europa7 HD ha ospitato in via sperimentale i canali del futuro progetto "Fly HD", frequentemente inattivi, nella configurazione descritta sopra. La frequenza VHF 8 di Europa7 HD è rimasta poi accesa solo sul ripetitore di Monte Compatri (Roma) fino a giugno 2022, trasmettendo solo il segnale di portante del mux senza alcun canale rilevabile.